# گادوئی
گادویی، روستایی است از توابع بخش مرکزی شهرستان تنگستان استان بوشهر ایران.
این روستا که در فاصله حدوداَ یک و نیم کیلومتری جنوب شهر اهرم واقع است دارای باغات بسیار وسیع و غنی خرما بوده و کشت محصولات کشاورزی در آن رایج است و از مهمترین مکان‌های کشاورزی در منطقه به‌شمار می‌رود.
این روستا دارای مردمانی خون‌گرم و مهمان نواز است.

## جمعیت
این روستا در دهستان باغک قرار داشته و بر اساس سرشماری سال ۱۳۸۵ جمعیت آن ۱۸۵نفر (۴۴خانوار) بوده‌است.